# Keles
Keles (in uzbeko Келес; in russo Келес) è una città-satellite situata due chilometri a nord/nord-ovest di Tashkent, in Uzbekistan. Ha una popolazione di circa 25.000 abitanti. Ottenne lo status di città nel 1976 ed è il centro amministrativo del distretto di Zangiata della regione di Tashkent. Sorge lungo il fiume omonimo, affluente del Syr Darya.